# Perissopmeros arkana
Espèce
Synonymes
- Sternodes arkana Moran, 1986

Perissopmeros arkana est une espèce d'araignées aranéomorphes de la famille des Malkaridae.

## Systématique
L'espèce Perissopmeros arkana a été décrite en 1986 par l'arachnologiste australien Russell J. Moran (d) sous le protonyme de Sternodes arkana.

## Distribution
Cette espèce est endémique de Nouvelle-Galles du Sud en Australie.

## Étymologie
Son épithète spécifique, arkana, dérive d'un terme aborigène désignant un bâton incurvé et fait référence au métatarse de cette espèce.

## Publication originale
- (en) R. J. Moran, « The Sternodidae (Araneae: Araneomorpha), a new family of spiders from eastern Australia », Bulletin of the British Arachnological Society, British Arachnological Society (d), vol. 7, no 3,‎ 1986, p. 87-96 (ISSN 0524-4994, OCLC 01537128, lire en ligne).